# Алкобаса (город)
Алкоба́са (порт.  Alcobaça; [aɫku'basɐ]) — город в Португалии, центр одноимённого муниципалитета в составе округа Лейрия. Численность населения — 9,8 тыс. жителей (город), 55,6 тыс. жителей (муниципалитет). Город и муниципалитет входит в экономико-статистический Центр и субрегион Оэште. По старому административному делению входил в провинцию Эштремадура.

## Расположение
Город расположен в 27 км на юго-восток от адм. центра округа г. Лейрия на реке Алкоа.
Муниципалитет граничит:
- на севере — муниципалитет Маринья-Гранде
- на востоке — муниципалитеты Лейрия, Порту-де-Мош, Риу-Майор
- на юго-западе — муниципалитет Калдаш-да-Раинья
- на западе — муниципалитет Назаре, Атлантический океан

## Население
| Население муниципалитета Алкобаса (1801—2004) | Население муниципалитета Алкобаса (1801—2004) | Население муниципалитета Алкобаса (1801—2004) | Население муниципалитета Алкобаса (1801—2004) | Население муниципалитета Алкобаса (1801—2004) | Население муниципалитета Алкобаса (1801—2004) | Население муниципалитета Алкобаса (1801—2004) | Население муниципалитета Алкобаса (1801—2004) | Население муниципалитета Алкобаса (1801—2004) |
| --------------------------------------------- | --------------------------------------------- | --------------------------------------------- | --------------------------------------------- | --------------------------------------------- | --------------------------------------------- | --------------------------------------------- | --------------------------------------------- | --------------------------------------------- |
| 1801                                          | 1849                                          | 1900                                          | 1930                                          | 1960                                          | 1981                                          | 1991                                          | 2001                                          | 2004                                          |
| 4630                                          | 14 711                                        | 28 969                                        | 38 462                                        | 50 027                                        | 52 347                                        | 54 382                                        | 56 794                                        | 55 269                                        |

## История
Город основан в 1210 году.

## Достопримечательности

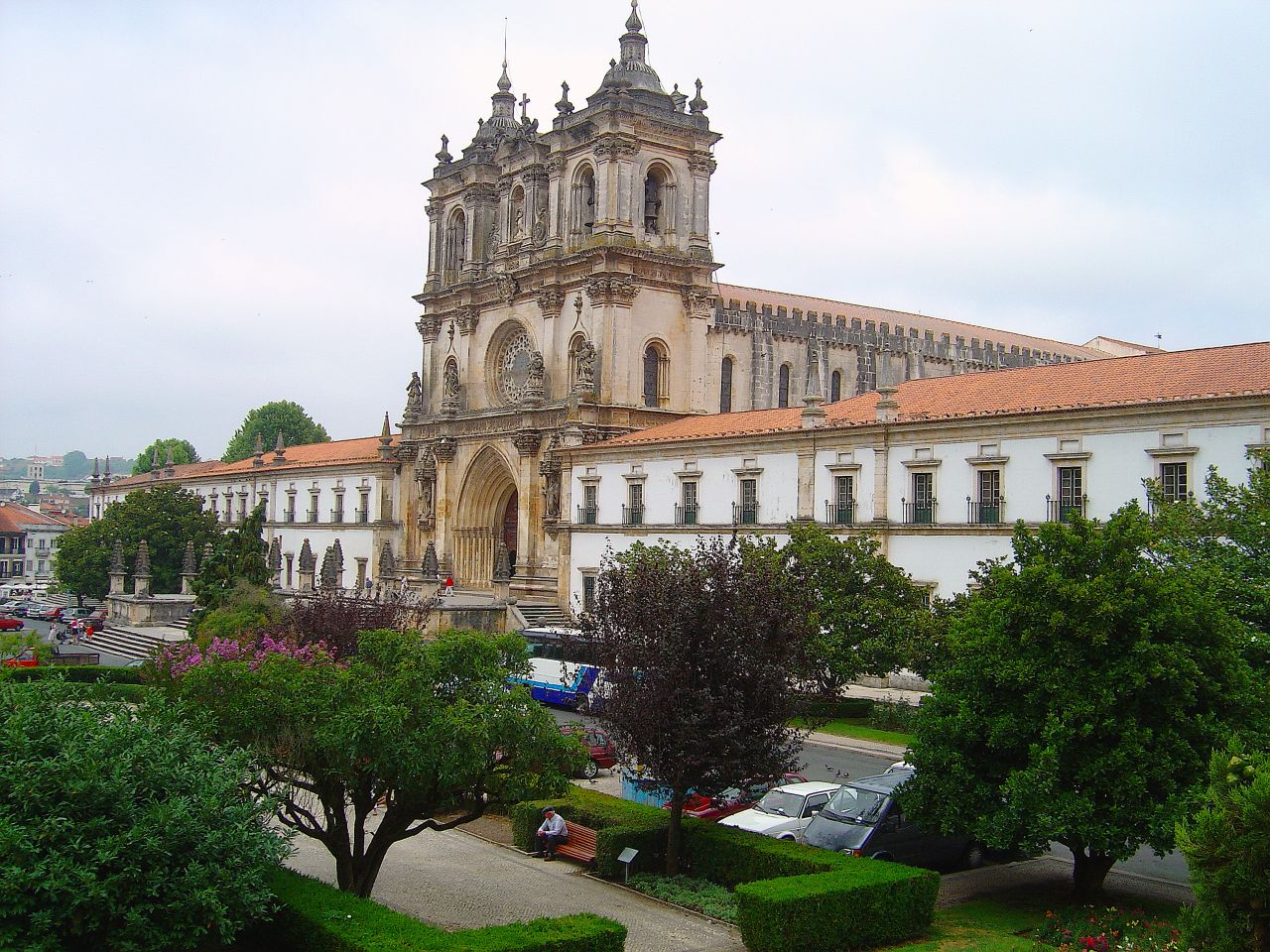
Барочный фасад средневекового монастыря в Алькобасе.

В городе находится знаменитый бенедиктинский монастырь Алкобаса, который признан объектом Всемирного наследия ЮНЕСКО. Монастырь основан первым португальским королём Афонсу Энрикешем в 1153 г. и в течение двух столетий служил королевской усыпальницей. Собор монастыря — первое португальское здание в готическом стиле.

## Районы
- Алкобаса
- Алфейзеран
- Алпедриш
- Барриу
- Бенедита
- Села
- Кош
- Эвора-де-Алкобаса
- Майорга
- Мартинганса
- Монтеш
- Патайаш
- Празереш-де-Алжубаррота
- Сан-Мартинью-ду-Порту
- Сан-Висенте-де-Алжубаррота
- Туркел
- Вештиария
- Вимейру